# Лонджі
Лонджі (італ. Longi, сиц. Lonci) — муніципалітет в Італії, у регіоні Сицилія,  метрополійне місто Мессіна.
Лонджі розташоване на відстані близько 470 км на південний схід від Рима, 125 км на схід від Палермо, 75 км на захід від Мессіни.
Населення — 1485 осіб (2014).
Покровитель — San Leone.

## Демографія
Населення за роками:

Станом на 1 січня 2023 року в муніципалітеті офіційно проживало 25 іноземців з 6 країн, серед них 12 громадян країн Євросоюзу.

## Сусідні муніципалітети
- Алькара-Лі-Фузі
- Бронте
- Чезаро
- Фраццано
- Галаті-Мамертіно
- Маніаче
- Сан-Марко-д'Алунціо
- Торторичі